# Das Nachwort
Das Nachwort (Originaltitel: Послесловие, Posleslowije) ist ein sowjetischer Spielfilm unter der Regie von Marlen Chuzijew aus dem Jahr 1984 nach Motiven der Novelle Schwiegervater zu Besuch von Juri Pachomow.

## Handlung
Ein Jahr nach dem Geschehen erzählt Wladimir Sergejewitsch Schwyrkow eine Geschichte, die an einem Samstagabend beginnt. Ein Telegramm informiert ihn und seine Frau, dass sein Schwiegervater, der 75-jährige Arzt im Ruhestand Alexei Borissowitsch sie in Moskau besuchen will und kündigt auch den Termin an. Für Wladimir ist dieser Termin äußerst ungünstig gelegen, da er sich genau zu diesem Zeitpunkt Urlaub genommen hat, um am Schluss seiner Doktorarbeit zu schreiben. Seine Frau Lera, die Tochter Alexeis, ist in diesem Zeitraum dienstlich mit einer Gruppe ausländischer Touristen in Zentralasien unterwegs. In den nächsten Tagen fährt Wladimir seine Frau mit dem Wolga zum Flughafen und holt anschließend seinen Schwiegervater vom Bahnhof ab. Er hat ihn nicht sofort erkannt, da sie sich sechs Jahre nicht gesehen haben und Alexei sich in dieser Zeit sehr verändert hat. Auf dem Weg zur Wohnung in Tuschino stellt Alexei fest, dass diese öde Gegend voller Plattenbauten nicht mit den Straßen seines Heimatortes, die voller Gärten mit freilaufenden Gänsen sind, zu vergleichen ist.
Zu Hause angekommen, zeigt Wladimir schnell das wichtigste der Wohnung, um dann allein noch eine Runde mit seinem Hund spazieren zu gehen. Nach seiner Rückkehr macht er für beide das Abendbrot, wofür er seinem Schwiegervater eine gute Flasche trockenen Rotwein besorgt hat, während er selbst einen Wodka bevorzugt. Sie trinken dann noch mehrere Gläser, allerdings nicht wegen der Trunksucht, sondern nur wegen der Gesundheit. Als sie auf die Wohnungseinrichtung zu sprechen kommen, meint Alexei nur, dass er jetzt im Alter eine einfache Einrichtung besser findet, worauf Wladimir erwidert, dass dies eine Angelegenheit seiner Frau ist. Aber sonst geht es den beiden gut und in etwa einem halben Jahr wird er voraussichtlich dienstlich in die USA reisen. Alexei erwähnt noch, dass er wenig von den jungen Leuten weiß, da Lera viel zu selten schreibt und erzählt dann voller Stolz, wie er seine Tage zu Hause verbringt. Außerdem hat ihn die materielle Seite des Lebens nie sonderlich interessiert. Schließlich gehen sie zu Bett, aber Wladimir muss noch lange über den Abend grübeln und stellt dabei fest, dass sie den Alten in ihrem Leben völlig vergessen hatten. Er wundert sich auch nicht weiter darüber, denn er hat sich längst an die seltsame Familie seiner Frau gewöhnt und der Alte, der immer nur „Er“ genannt wird, war immer eine Art „Persona non grata“.
Nach zwei Tagen fängt der Alte an zu nerven, mit seiner Hektik, übertriebenen Verzücktheit und seiner Art, die Wörter auszusprechen. Die Dialoge hören sich an, wie in einem schlechten Theaterstück. So redet er minutenlang über das Brot als solches, oder wie er einmal den großen Dichter Wladimir Wladimirowitsch Majakowski auf der Straße getroffen hat. Er ist auch der Meinung, dass Wladimir keinen Spaß an der Arbeit hat und sagt ihm auch gleich dazu, woran es liegt: Wladimir geht zu wenig spazieren, denn die Touren mit dem Hund zählen nicht, er treibt keinen Sport, raucht und trinkt zu viel Kaffee. Auch steht in seinem Arbeitszimmer eine Menge sinnloses Zeug herum, denn eigentlich braucht er nur einen Bleistift, Leim und eine Schere um arbeiten zu können. Als Wladimir in einer Fernsehsendung über seine Forschungsreisen nach Afrika zu sehen ist, ist das ein Grund für Alexei auf ihn stolz zu sein. Auch das folgende erste Gewitter des Jahres stimmt ihn glücklich, zeigt es doch, zu welcher Gewalt die Natur fähig ist. Der nachfolgende Stromausfall bringt Alexei die Erkenntnis, dass sein Schwiegersohn keinen seiner Nachbarn kennt, obwohl er bereits über zwei Jahre in dem Haus wohnt. Am Ende des Abends möchte Wladimir von seinem Schwiegervater wissen, womit er ihm noch eine Freude machen kann. Beide kommen zu dem Schluss, dass das eine gute Idee wäre, wenn er in den Zirkus gehen würde. Doch die Eintrittskarte die Wladimir besorgt war für den neuen Zirkus gültig und Alexei ging in den alten, den er noch von früher kannte, wo man ihn nicht einließ, da er keine gültige Eintrittskarte besaß. Er hatte nicht daran gedacht, dass Moskau heute zwei Zirkusse besitzt.
Eines Abends kommt der Schwiegervater spät nach Hause. Er ist still, sanftmütig, seufzt wie ein Kind und geht lautlos im Zimmer umher. Er sieht aus, als ob er was sagen will, sich aber nicht traut. Auf die Frage, ob er Probleme hat, erwidert er, dass er nur müde und traurig ist. Er hat am Tage die Orte seiner Jugend besucht und am Morgen die Unterwäsche gewaschen, obwohl das gar nicht nötig gewesen wäre. Wie beiläufig fragt er dann noch, ob Wladimir etwas von Lera gehört hat und bekommt zur Antwort, dass sie sicherlich bald kommt. Nun erzählt Alexei nachdenklich Geschichten aus ihrer Kindheit, möchte urplötzlich eine Pfeife rauchen, obwohl er in seinem Leben nie geraucht hat, hält einen längeren Monolog darüber, den er schweigend und nachdenklich beendet und redet den ganzen Abend kein Wort mehr. Am nächsten Tag verschwindet der Alte. Er hat nie erzählt wohin er geht und Wladimir merkt auch erst nicht, dass er verschwunden ist. Mit ihm verschwinden auch Wladimirs neuer Schafpelzmantel und seine große Pelzmütze. Die Polizei und der Unfalldienst sind informiert, haben aber auch keine Erkenntnisse.
Plötzlich steht der Schwiegervater mit einer Flasche Sekt in der Wohnungstür und erzählt, wie herrlich Moskau am Abend aussieht. Er war die letzten Tage bei seinen Freunden, sie haben etwas getrunken und sich an die Jugend erinnert, an Moskau, an 1925, den Frost, die Liebe und den Glauben an die Zukunft. Dann trinken beide den mitgebrachten Sekt und der Schwiegervater gibt kund, dass er am nächsten Tag nach Hause fliegen wird. Er hat dort viel zu tun und sein Haus darf auch nicht so lange leer stehen, denn die kleine Bibliothek, die er besitzt, ist recht wertvoll und seine Tochter soll diese einmal erben, denn jetzt haben sie ja nur ein paar Bücher, die den Eindruck machen, als wären sie einfach nur schnell gekauft. Er rechnet auch nicht damit, dass Lera demnächst nach Hause kommen wird, jedoch das nächste Mal müssen Lera und Wladimir ihn besuchen kommen. Da der Schwiegersohn am nächsten Tag zur Abflugzeit eine wichtige Versammlung im Betrieb hat, bringt er Alexei nur zum Flughafen und fährt, nachdem er sich vergewissert hat, dass es dort keine Probleme gibt, weiter zu seiner Arbeitsstelle. Eine halbe Stunde später hat er ihn schon wieder aus dem Gedächtnis gestrichen. Jedoch am Abend muss er doch wieder an die Tage mit seinem Schwiegervater denken und dieser Besuch wird ihn noch sehr lange beschäftigen.

## Produktion und Veröffentlichung
Der von Mosfilm in Farbe gedrehte Film hatte im Mai 1984 unter dem Titel Послесловие (Posleslowije) in der Sowjetunion seine Premiere.
In der DDR wurde er erstmals am 20. Dezember 1984 unter dem Titel Der Besuch im II. Programm des Fernsehens der DDR gesendet. Am 16. Januar 1985 erfolgte die erste nachweisbare deutsche Kinoaufführung im Berliner Studiofilmtheater Kino Babylon unter dem Titel Das Nachwort.

## Kritik
Im Neuen Deutschland vom 18. Januar 1985, S. 4 ist zu lesen, dass der Film im Stil eines subtilen Kammerspiels die Begegnung zweier Menschen schildert, die auch dem Zuschauer vergnüglichen geistigen Gewinn bringt.

H.U. schrieb in der Neuen Zeit: 

„Keine angestrengte Tiefgründigkeit. Eine episodisch lockere Erzählweise, variabel und abwechslungsreich, auch des Erheiternden nicht entbehrend. Viele Gefühlsschattierungen. Zwei Personen, ein Schauplatz, eine scheinbar kleine Geschichte – damit kann man auskommen, um einen großen Film entstehen zu lassen.“

Das Lexikon des internationalen Films schreibt, dass es sich hier um ein psychologisch glaubwürdiges, einfühlsam inszeniertes Kammerspiel handelt.